# 2021年高雄港起重機坍塌事故
2021年高雄港起重機坍塌事故是2021年6月3日週四上午11時30分，發生在中華民國高雄港70號碼頭發生貨船撞起重機坍塌意外，造成一人受傷2人受困。

## 事件經過
2021年6月3日11時21分，東方海外所屬貨櫃船東方德班輪由高雄港第2港口進港，準備停靠66號碼頭。11時30分，東方德班輪經過70號碼頭，因德班輪為全卸空船故在舵效不佳，船尾推進螺槳浸水不足，前艏推器浸水不足，領航船速過快的綜合原因下，不慎撞到停泊中陽明海運所屬貨櫃船永明輪及1座橋式起重機。第一座起重機倒塌後撞向第二座橋式起重機，造成1艘船受損、2座起重機倒塌、1人受傷、2人受困。台灣陽明海運公司因2座起重機倒塌，預估損失至少新台幣6億元；另外，港邊堆置的貨櫃約有30到50個被推跌落地面，這些貨櫃都裝有貨物，估計損失總計將近新台幣10億元。
該事件因現場工作人員迅速反應，僅有一名橋式機駕駛受傷，船邊作業人員皆安全無礙!